# Отруйний пояс
«Отруйний пояс» (англ. The Poison Belt) — науково-фантастична повість (за іншими джерелами — роман)  шотландського письменника Артура Конана Дойла, яка вийшла у світ в 1913 році. Книга є другою у циклі творів про професора Челленджера.

## Стислий сюжет
В повісті описується подія в житті журналіста Мелоуна, професора Саммерлі, лорда Рокстона й самого Джорджа Едуарда Челленджера, відомим читачам з роману Конан-Дойля «Загублений світ». Спостерігаючи спектри космічних об'єктів, Професор Челленджер з'ясовує, що Земля незабаром пройде через смугу отруєного ефіру, що загрожує погубити все живе на планеті. Очікуючи цю подію, він запасається балонами з киснем. Передвіщена катастрофа дійсно відбувається: люди падають, як мертві, а професор і його друзі спостерігають за подіями з герметичної кімнати, заповненої придатним для подиху повітрям. Потім, після того, як придатна для подиху атмосфера відновлюється, вони відвідують вимерлий Лондон. Наприкінці розповіді з'ясовується, що люди не вмерли, а тільки глибоко заснули, і нічого не пам'ятають про те, що було.